# 아스테로이즈 (비디오 게임)
《아스테로이즈》(Asteroids)는 Lyle Rains와 Ed Logg가 디자인한, 우주를 주제로 한 다방향 슈팅 아케이드 게임으로, 1979년 11월 아타리에 의해 출시되었다. 플레이어는 소행성대에 들어선 우주선 한 대를 조종하며 주기적으로 비행접시에 의해 경유된다. 이 게임의 목표는 상호 충돌 없이, 또 비행접시의 반격에 당하지 않고 소행성과 비행접시를 쏘고 파괴하는 것이다. 소행성 수가 증가함에 따라 게임의 난이도는 증가한다.
《아스테로이즈》는 아케이드 비디오 게임 황금기의 주된 최초 히트작들 가운데 하나이다. 아케이드 캐비넷 수는 70,000대를 초과하였고 플레이어 사이에 인기가 있었고 개발자들에게까지 영향을 주었다. 1980년대에 아타리의 홈 시스템에 포팅되었고 아타리 VCS 버전은 300만본 이상이 판매되었다.